# Trường Đại học Y Dược Cần Thơ
Trường Đại học Y Dược Cần Thơ là trường đại học Khoa học Sức khỏe hệ công lập trực thuộc Bộ Y tế duy nhất tại Đồng bằng sông Cửu Long, Việt Nam. Trường Đại học Y Dược Cần Thơ cũng là một trong những trường đào tạo Y – Dược tốt nhất Việt Nam nói chung và khu vực Đồng bằng Sông Cửu Long nói riêng. Có sứ mạng đào tạo bác sĩ, dược sĩ có trình độ đại học, sau đại học, nghiên cứu khoa học và chuyển giao công nghệ y dược, hỗ trợ phát triển hệ thống y tế nhằm đáp ứng nhu cầu chăm sóc sức khỏe cho nhân dân khu vực vùng Đồng bằng sông Cửu Long. Được xếp vào nhóm trường đại học trọng điểm quốc gia Việt Nam, trực thuộc Bộ Y tế.
Kể từ năm 2017, trường đã ứng dụng nhiều nhiều tiến bộ khoa học kỹ thuật vào trong chương trình đào tạo của mình..

## Lịch sử
Tiền thân của Trường là Khoa Y – Nha – Dược, Trường Đại học Cần Thơ.
Có thể kể đến lịch sử hình thành như sau:
- Tháng 07 năm 1979, thành lập khoa Y – Nha – Dược thuộc Trường Đại học Cần Thơ.
- Ngày 25 tháng 12 năm 2002, Khoa Y – Nha – Dược được tách ra để thành lập Trường Đại học Y Dược Cần Thơ trực thuộc Bộ Y tế.
- Năm 2011, Bộ trưởng Bộ Y tế ký quyết định thành lập Bệnh viện Trường Đại học Y Dược Cần Thơ.
- Năm 2017, Thủ tướng Chính phủ đồng ý cho Trường Đại học Y dược Cần Thơ thực hiện đề án tự chủ đại học, là Trường đại học Khoa học sức khỏe đầu tiên ở Việt Nam thực hiện tự chủ.

## Chất lượng đào tạo

### Đội ngũ giảng viên
Tính đến tháng 5 năm 2020, trường có 462 giảng viên. Trong đó có 2 Giáo sư, 24 phó giáo sư, 109 tiến sĩ, 243 thạc sĩ và 84 giảng viên có trình độ đại học.

## Lãnh đạo hiện nay[3]

### Đảng và Đoàn thể
- Bí thư Đảng ủy: PGS. TS. BS. Nguyễn Minh Phương
- Phó Bí thư Đảng ủy: GS. TS. BS. Nguyễn Trung Kiên và PGS. TS. BS. Nguyễn Văn Lâm.
- Thường vụ Đảng ủy: BS. CKII. Lại Văn Nông và ThS. Nguyễn Văn Tám.
- Chủ tịch công đoàn Trường: PGS. TS. BS. Nguyễn Thành Tấn
- Bí thư Đoàn TNCS HCM Trường: TS. BS. Phạm Hoàng Khánh
- Chủ tịch Hội cựu chiến binh: PGS. TS. BS. Lê Thành Tài

### Ban Giám hiệu
- Hiệu trưởng: GS. TS. BS. Nguyễn Trung Kiên
- Phó Hiệu trưởng: PGS. TS. BS. Trần Viết An, PGS. TS. BS. Nguyễn Văn Lâm và PGS. TS. BS. Nguyễn Thành Tấn

### Hội đồng Trường
- Chủ tịch: PGS. TS. BS. Nguyễn Minh Phương
- Thư ký: TS. BS. Võ Phạm Minh Thư

## Hiệu trưởng qua các nhiệm kỳ
GS. TS. BS. Lê Thế Thự
GS. TS. BS. Phạm Văn Lình
GS. TS. BS. Nguyễn Trung Kiên (Hiện nay)

## Bệnh viện liên kết thực tập
- Bệnh viện Trường Đại học Y Dược Cần Thơ
- Bệnh viện Đa khoa Trung ương Cần Thơ
- Bệnh viện Đa khoa thành phố Cần Thơ
- Bệnh viện Nhi đồng Cần Thơ
- Bệnh viện Phụ sản Cần Thơ
- Bệnh viện Ung bướu Cần Thơ
- Bệnh viện Da liễu Cần Thơ
- Bệnh viện Lao và Bệnh phổi Cần Thơ
- Bệnh viện Tâm thần Cần Thơ
- Bệnh viện Mắt - Răng Hàm Mặt Cần Thơ
- Bệnh viện Tai Mũi Họng Cần Thơ
- Bệnh viện Chỉnh hình và Phục hồi chức năng Cần Thơ
- Bệnh viện Y học Cổ truyền Cần Thơ
- Bệnh viện Tim mạch Cần Thơ
- Bệnh viện Huyết học Truyền máu Cần Thơ
- Bệnh viện Đa khoa tỉnh Vĩnh Long
- Bệnh viện đa khoa Hoà Hảo-Medic Cần Thơ
- Bệnh viện Công an 30-4
- Bệnh viện quân y 121
- Bệnh viện Tim mạch và Đột quỵ (SIS) Cần Thơ
- Trung tâm kiểm soát bệnh tật (CDC) Cần Thơ
- Các bệnh viện tuyến Tỉnh ở ĐBSCL và ĐNB
- Bệnh viện Vinmec Cần Thơ

## Thành tích
- Huân chương Lao động hạng Nhất(2014), hạng Nhì (2009)[4], hạng Ba (2000).
- Bằng khen của Thủ tướng Chính phủ (2012)
- Bằng khen Bộ trưởng Bộ Y tế
- Bằng khen UBND các tỉnh, TP.